# Cosima von Bonin
Cosima von Bonin (Kenia, 1962) es una artista contemporánea alemana. Su trabajo incluye esculturas, textiles, sonido, cine y performance. Vive y trabaja en Colonia, Alemania.

## Biografía
Cosima von Bonin nació en Mombasa, Kenia y fue criada en Austria. von Bonin se graduó de la Hochschule für bildende Künste Hamburg (Universidad de Bellas Artes en Hamburgo). Como estudiante, su primera obra importante fue en colaboración con Josef Strau, en la cual se exhibió a sí misma en el escaparate de un showroom en Hamburgo en 1990.

## Trayectoria
Uno de los enfoques del trabajo de Bonin es la relación entre obras de arte y el mundo de la moda, música y arquitectura. Suele colaborar con otros artistas, algunos de sus trabajos incluyen fiestas, DJ sets, conciertos y videos. Las exhibiciones suelen ser efímeras, rechazando la idea clásica del individuo como un genio artístico. 
Desde 2018, von Bonin es representada por House of Gaga en México.

## Exhibiciones
- Cosima von Bonin: Roger and Out, Museum of Contemporary Art, Los Angeles (2008)
- The Fatigue Empire, Kunsthaus Bregenz (2010)[4]
- Cosima von Bonin, Mildred Lane Kemper Art Museum (2011)[5]
- Hippies use side door (2014-2015)[6]
- Boy at Work, Lumiar Cité, Lisbon (2023)